# Parafia Opatrzności Bożej w Bondyrzu
Parafia Opatrzności Bożej w Bondyrzu – parafia rzymskokatolicka znajdująca się w dekanacie Józefów, w diecezji zamojsko-lubaczowskiej. 
Parafia została erygowana 30. września 1975 roku.
Do parafii należą wierni z następujących miejscowości: Bondyrz, Guciów, Hucisko, Kaczórki, Koziwoda, Lasowe, Malewszczyzna, Stara Huta i Trzepieciny

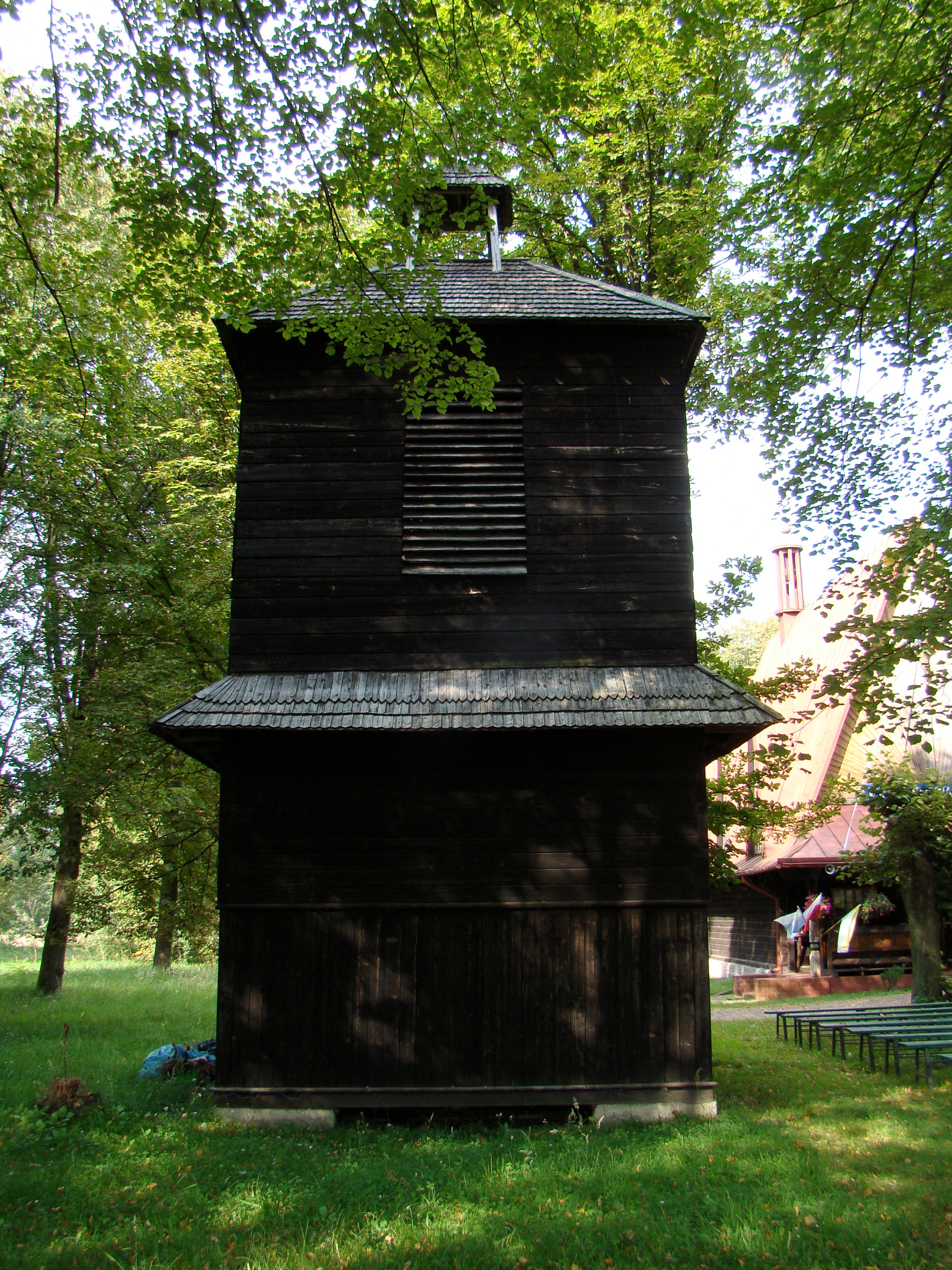
Dzwonnica kościelna